# سوئیگی
سوئیگی (Swiggy) یک پلتفرم سفارش آنلاین و تحویل غذا در هند است. سویگی که در جولای ۲۰۱۴ تأسیس شد، در بنگلور مستقر است و از سپتامبر ۲۰۲۱ در ۵۰۰ شهر هند فعالیت می‌کند.   این پلتفرم علاوه بر تحویل غذا، همچنین خدمات تحویل مواد غذایی بر اساس درخواست را با نام اینستامارت و یک سرویس تحویل بسته در همان روز به نام سوئیگی ژنی ارائه می‌دهد.

## تاریخچه
در جولای ۲۰۱۴، دو بنیانگذار، سریهارشا ماجتی و ناندان ردی، یک وبسایت تجارت الکترونیکی به نام باندل را برای تسهیل خدمات پیک و حمل و نقل در هند طراحی کردند.  باندل متوقف شد و برای ورود به بازار تحویل غذا تغییر نام داد.  در آن زمان، بخش تحویل غذا در آشفتگی به سر می‌برد؛ زیرا چندین استارت‌آپ برجسته مانند فودپاندا (که بعداً توسط اولا کبز خریداری شد)، تاینی اول (که بعداً توسط زوماتو خریداری شد) و اولا کافه (بعداً بسته شد) با مشکل جدی مواجه بودند.   مجتی و ردی به راهول جیمینی که قبلاً با ماینترا همکاری می‌کرد، نزدیک شدند و سوئیگی و شرکت هولدینگ مادر به نام باندل تکنولوژی را در سال 2013 تأسیس کردند  .
در اوایل سال ۲۰۱۹، سوئیگی به تحویل محصولات عمومی تحت نام سوئیگی استورز گسترش یافت و اقلام را از فروشگاه‌های محلی تهیه کرد.   در آگوست ۲۰۲۰، این شرکت خدمات تحویل فوری مواد غذایی خود را به نام اینستامارت با استفاده از شبکه‌ای از فروشگاه‌های تاریکراه‌اندازی کرد.   در اوایل سال ۲۰۲۱، سوئیگی فروشگاه‌های خود را تحت این عنوان بست و فعالیت‌های خود را تحت عنوان اینستامارت گسترش داد. 
در سپتامبر ۲۰۱۹، سوئیگی سرویس تحویل فوری سوئیگی گو را راه‌اندازی کرد.  این سرویس برای مجموعهٔ متنوعی از اقلام، از جمله خشکشویی و تحویل اسناد یا بسته به مشتریان تجاری و مشتریان خرده‌فروشی استفاده می‌شود.  در آوریل ۲۰۲۰، سوئیگی گو به سوئیگی جنی تغییر نام داد. 
در ماه می ۲۰۲۰، سوئیگی ۱۱۰۰ کارمند خود را در طول همه‌گیری کووید-۱۹ اخراج کرد.  در سال ۲۰۲۱، این شرکت اعلام کرد که هزینهٔ واکسیناسیون شرکای تحویل خود را پوشش خواهد داد.  

## شراکت
سوئیگی برای ارائهٔ خدمات تحویل با برگر کینگ همکاری کرده است.  همچنین با گوگل لوکال گاید برای تسهیل بررسی مشتریان  و با سودکسو همکاری کرده است تا به مشتریان این امکان را بدهد تا از طریق کارت‌های غذا هزینه را پرداخت کنند.  سوئیگی یک کیف پول دیجیتال به نام سوئیگی مانی را با مشارکت آی‌سی‌سی‌آی بانک ، یک بانک بخش خصوصی هند راه‌اندازی کرد.  در ژانویه ۲۰۲۲، سوئیگی و شرکت هواپیماهای بدون سرنشین ANRA Technologies آزمایش تحویل پهپادها را آغاز کردند. 